# Château de La Motte-Tilly
Le château de La Motte-Tilly est une demeure du XVIIIe siècle, qui se dresse sur la commune française de La Motte-Tilly dans le département de l'Aube, en région Grand Est.
Le château fait l'objet d'une protection totale au titre des monuments historiques.

## Localisation
Le château est situé en rive gauche de la Seine sur la commune de La Motte-Tilly, dans le département français de l'Aube à moins de 7 kilomètres au sud-ouest de Nogent-sur-Seine.

## Historique

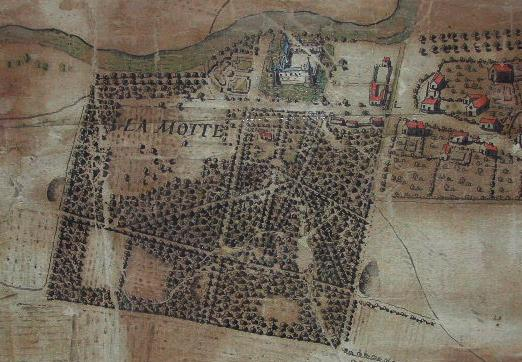
Le domaine de La Motte-Tilly à la fin du XVIIe siècle.

### À l'origine
Le nom de La Motte-Tilly apparaît pour la première fois en 1369. Sans doute cette motte féodale, ouvrage de défense, occupait-elle l'emplacement de l'imposant château du Moyen Âge subsistant encore au XVIIIe siècle et qui, semble-t-il, protégeait un gué sur la Seine, situé à quelques centaines de mètres en contrebas.
Ce vieux château féodal entouré de douves (que l'on devine encore au sol) s'élevait au bord du fleuve, à l'extrémité du parc actuel. Il appartient aux seigneurs de Trainel, puis aux Raguier, aux d'Elbeyne et aux Bournonville.
Au cours de l'année 1710, la seigneurie et les terres de La Motte-Tilly échoient à la famille de Noailles, en conséquence du mariage (en 1671) d'Anne-Jules, 2è duc de Noailles, avec Marie-Françoise de Bournonville. Louis XIV, en reconnaissance des services rendus par leur fils Adrien Maurice de Noailles (1678-1766, devenu 3è duc, et futur maréchal de France), érige bientôt ce domaine en comté (novembre 1712).
En mauvais état, n'étant plus au goût du temps, la vieille forteresse féodale fut rasée un peu plus tard, et une partie des matériaux réemployée dans la construction du château actuel.

### Le château
Le nouveau château, qui succède à la forteresse, a été édifié à partir de 1754 sur des plans de l'architecte François-Nicolas Lancret (1717-1789) pour les frères Terray. Le plus célèbre, l'abbé Joseph Marie Terray, devint le contrôleur général des finances de Louis XV en 1769.
Cette résidence a pour principale vocation d'être une résidence de campagne ou « des champs ». Elle est également destinée à être un grand rendez-vous de chasse.
La façade principale de l'édifice n'a que très peu changé depuis sa construction. Les communs ont en revanche subi un sort différent. Ces derniers ont été rasés en 1813 probablement en raison d'un coût d'entretien trop onéreux.
Le château demeuré pratiquement intact après la Révolution, sera en 1814 occupé pendant la « Campagne de France » par les troupes cosaques qui utilisèrent les parquets « à la Versailles » comme combustible.

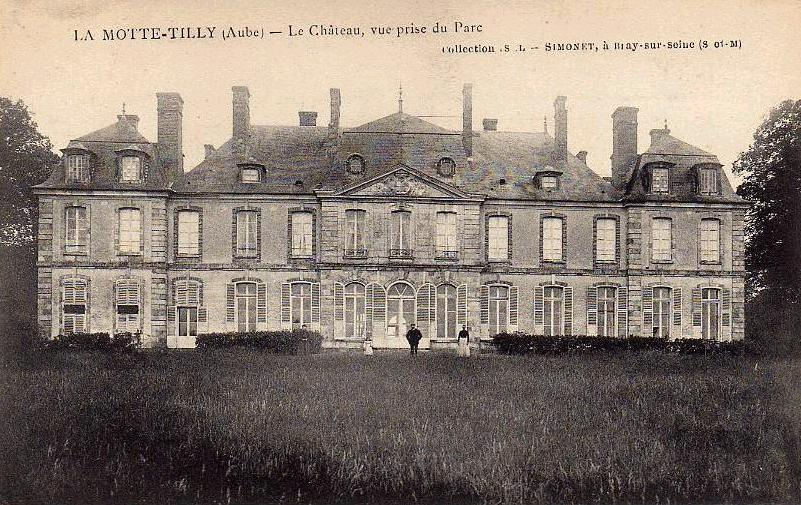
Façade Nord du château (vers 1900).

C'est au début du XXe siècle, vers 1910, qu'un vaste projet de restauration vit le jour. Ce projet comprenait entre autres la recréation des jardins à la française disparus en 1784, après deux années de travaux, au profit d'un parc à l'anglaise. En 1920 une grande partie des bâtiments de la ferme fut rasée. Les travaux durèrent jusqu'au réaménagement des intérieurs dans les années 1960.
Les événements de la Grande Guerre épargnèrent le château, le théâtre des opérations étant très éloigné ; en revanche, ce ne fut pas le cas lors de la Seconde Guerre mondiale : les troupes allemandes envahirent les lieux dès le début de l'Occupation, relayées le 26 août 1944 par l'armée américaine. Il n'y eut cependant aucun vol constaté, les objets de valeur ayant été disséminés dans le voisinage et récupérés par la suite.
L'ensemble du domaine est classé monument historique depuis le 16 septembre 1946.
La tempête du 26 décembre 1999 provoqua la destruction de 70% de la partie forestière du domaine.

### Les propriétaires et l'Histoire

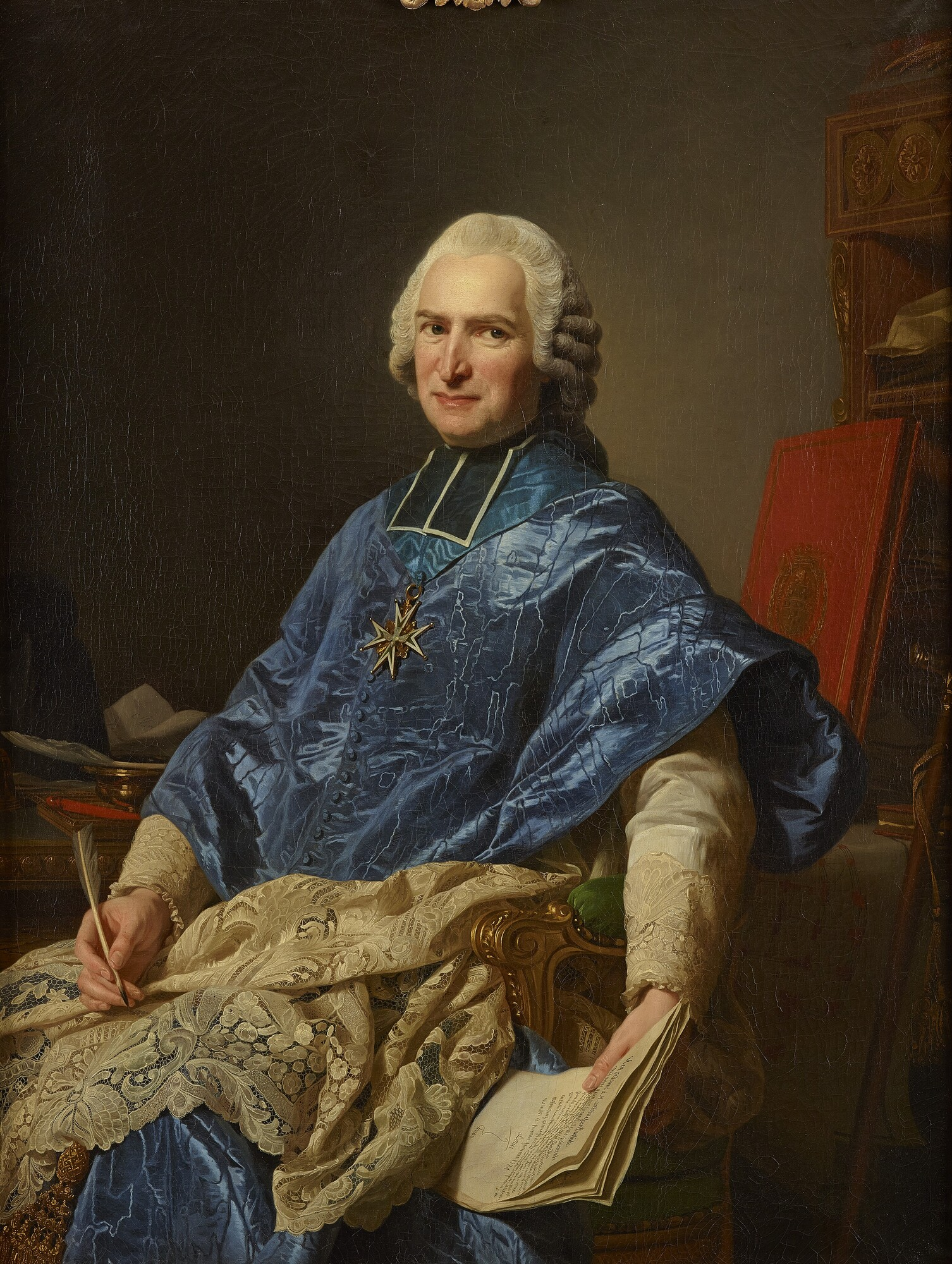
Portrait de l'abbé Terray.

Les frères Terray sont les premiers résidents du nouveau château de La Motte-Tilly.
L'abbé Joseph-Marie Terray meurt le 22 février 1778. Son frère, le vicomte Pierre Terray de Rosières (né le 13 avril 1713), ne lui survit que deux années. C'est donc à son fils et unique héritier mâle, Antoine Jean Terray (né à Paris le 27 mars 1750), que revient le domaine à la mort de son père, le 19 juillet 1780.
Le 11 février 1771, Antoine Jean Terray épouse Nicole Ferreney de Grosbois. Ils eurent quatre enfants :
- Mélanie Terray (10 mars 1769 - 18 août 1847) ;
- Pauline Terray (8 décembre 1771 - 29 avril 1800) ;
- Hippolyte Terray (22 janvier 1774 - 11 août 1849) ;
- Aglaé Terray (17 avril 1788 - 11 août 1867).

Il entreprit la création du parc à l'anglaise qui occupe la plus grande partie du domaine actuel.
Le 5 mai 1789, il est député de la noblesse aux États généraux de Versailles.
Au cours de la Révolution, il refuse l'exil, ne s'estimant pas en danger et étant très apprécié de la population locale. Arrêté une première fois en octobre 1793 et incarcéré à Provins, il est très rapidement relaxé. C'est pourtant la capitale qui décide de son sort en le faisant arrêter une seconde fois, avec son épouse, le 14 décembre 1793, puis emprisonner à Port-Libre (ancienne maison de Port-Royal). Condamnés à mort pour avoir organisé, en 1790, la fuite de leurs quatre enfants en Angleterre, ils sont guillotinés le 29 avril 1794 à la Barrière du Trône et inhumés au cimetière de Picpus.
Après avoir été déclaré « bien national » en 1794, le château est rendu en 1797, entièrement démeublé, au fils d'Antoine Jean Terray de Rozières, Claude Hippolyte Terray de Rozières revenu en France l'année précédente.
Préfet des départements de Côte-d'Or (11 juin 1814-12 mars 1815) puis du Loir-et-Cher (1816-1819), Claude Hippolyte Terray est également nommé le 18 janvier 1818 officier de la Légion d'honneur. Il fut marié trois fois : en 1800 à Cécile Louise Claire Marie de Morel-Vindé, fille de Charles-Gilbert Morel de Vindé (décédée le 20 juillet 1806), puis en 1809 à Marie Léontine d'Ainval de Brache (décédée le 17 mars 1839), il se remarie en juin 1843 avec Adèle de Maistre, sa dernière épouse. De ses unions successives naîtront six enfants.
Claude Hippolyte Terray de Rozières meurt le 11 août 1849 à Chambéry. Il est inhumé selon ses dernières volontés aux côtés de ses parents au cimetière de Picpus.
C'est son premier fils et deuxième enfant, né le 11 juillet 1802, Charles Louis Terray de Vindé, qui hérite du domaine de La Motte-Tilly. Marié depuis le 7 février 1839 avec Wilhelmine Louisa Henriette Forth Rouen des Mallets, il aura deux filles :
- Denise Terray de Morel-Vindé (1842-1887) qui épousa le 18 avril 1861 Charles Gaspard Pandin, comte de Narcillac ;
- Anne Terray de Morel-Vindé (1846-1880) qui épousa le 2 mars 1867 Guy de Rohan-Chabot, comte de Chabot.

Le 15 février 1866, Denise, la fille aînée, devient propriétaire du château à la mort de son père.

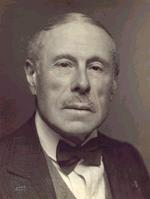
Le comte Gérard de Rohan-Chabot (vers 1930).

En 1910, le comte Charles Gérard de Rohan-Chabot (1870-1964) arrière-petit-fils de Claude Hippolyte Terray et fils d'Anne Terray de Morel-Vindé, rachète le château à ses cousins, les Narcillac, qui ne pouvaient ou ne souhaitaient plus en assurer l'entretien. Il est à l'origine du renouveau du château et de son parc.
Le 3 janvier 1896 naît à Compiègne son premier enfant, Aliette de Rohan-Chabot. Un an plus tard, le 13 janvier 1897, son frère Gilbert voit le jour. Le 3 mars 1917, la jeune Aliette épouse Jacquelin de Maillé de la Tour-Landry (1891-1918) et devient marquise de Maillé. Son frère, Gilbert, et son époux meurent à onze jours d'intervalle dans les combats de la Grande Guerre respectivement le 16 et le 27 juillet 1918 à Laffaux (Aisne) et Emberménil (Meurthe-et-Moselle). Quelques semaines plus tard, le 23 septembre, naît Claire Clémence de Maillé au château de Lormoy à Longpont-sur-Orge qui, à l'instar de beaucoup d'enfants à cette époque, ne connaîtra jamais son père.
Le 30 juin 1939 à Paris, Claire Clémence de Maillé devient princesse de Polignac par son mariage avec Louis Charles Marie Henri de Polignac (1909-1996). Ils divorcent le 2 décembre 1942.
À la mort du comte de Rohan-Chabot le 11 février 1964, la marquise hérite du domaine de La Motte-Tilly. Elle poursuit avec sa fille unique les travaux commencés auparavant et entreprend de redonner vie aux intérieurs. Mais un nouveau malheur frappe la marquise qui perd sa fille âgée de 51 ans d'un cancer le 1er avril 1970, et avec elle sa seule héritière directe.
Ne souhaitant sans doute pas voir sa demeure et son mobilier dispersés, mettant ainsi à néant des années de travail, elle légua l'ensemble du château à la Caisse nationale des Monuments historiques et des Sites (aujourd'hui Centre des monuments nationaux) avec un domaine de 1 080 hectares, assorti d'une importante dotation.
La marquise de Maillé décède le 19 novembre 1972 à Paris à son domicile du no 6, rue du Colonel-Combes, victime d'un accident vasculaire cérébral.
Elle exprima sa volonté formelle que « le château ne soit pas habité, mais simplement visité (...) et reste meublé tel qu'il est aujourd'hui, pour que le visiteur, au-delà de la simple curiosité, ait le sentiment d'une présence. »
En 1978, le château accueillait son premier visiteur.

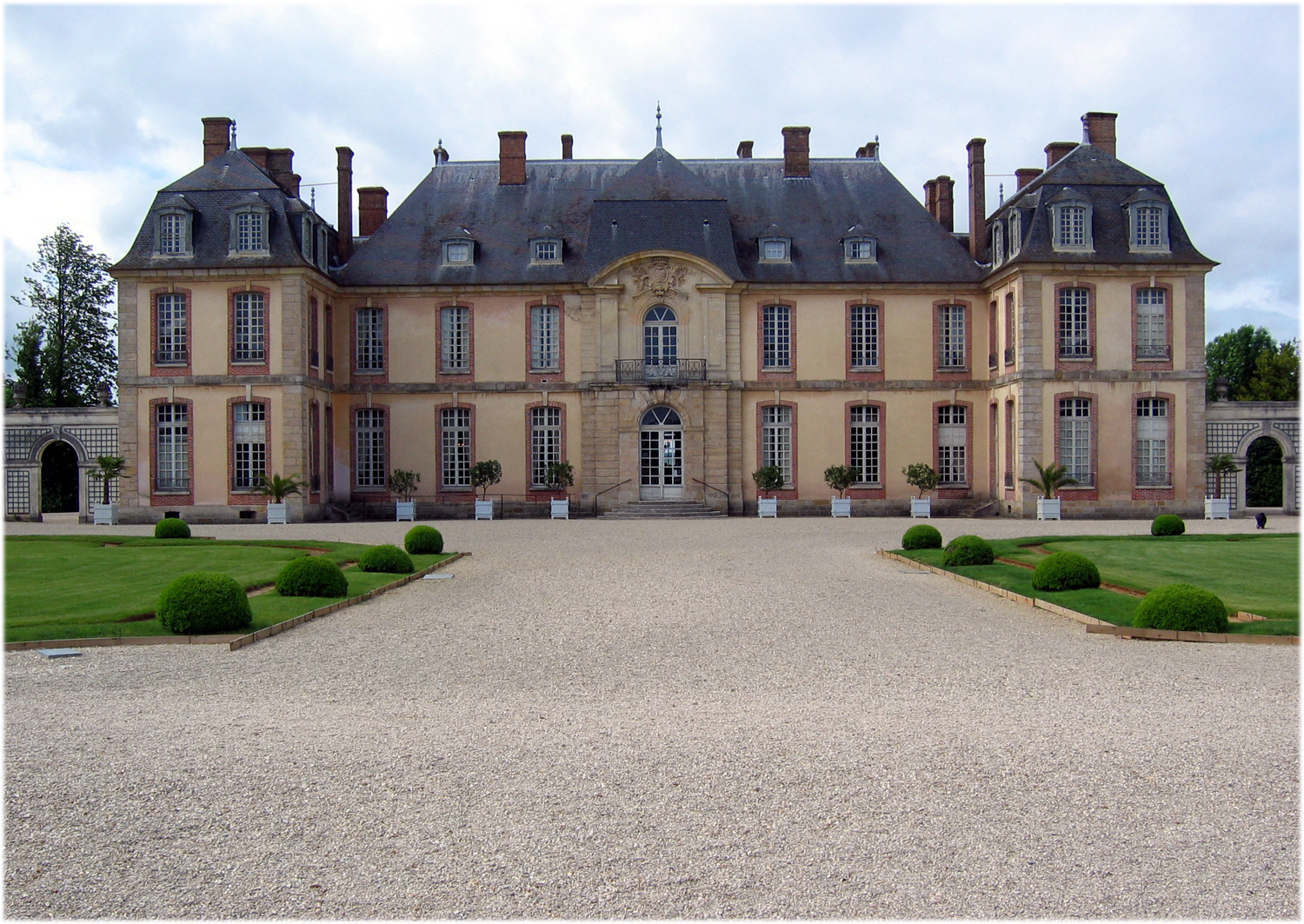
Façade sud du château.
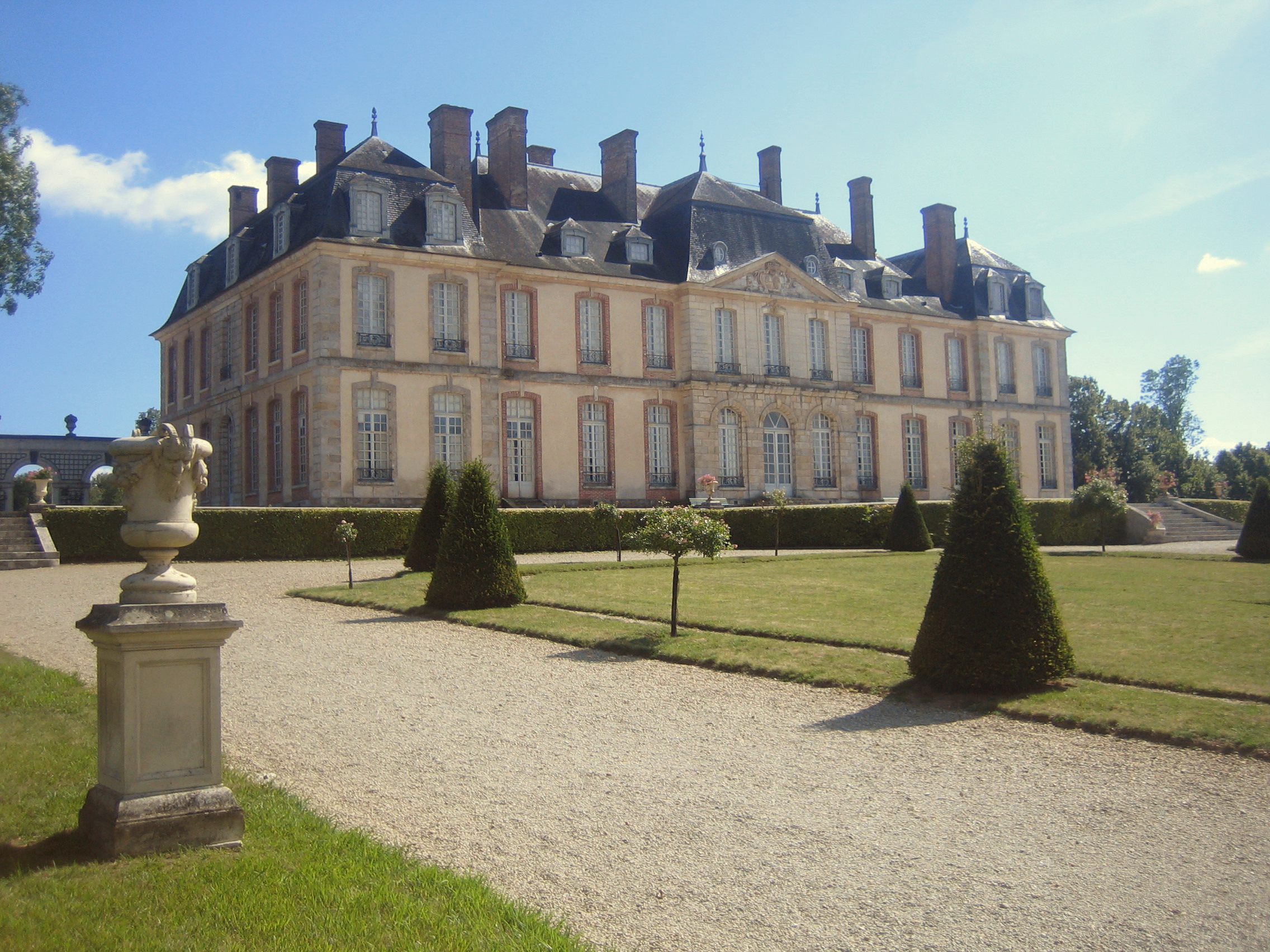
Façade nord du château.
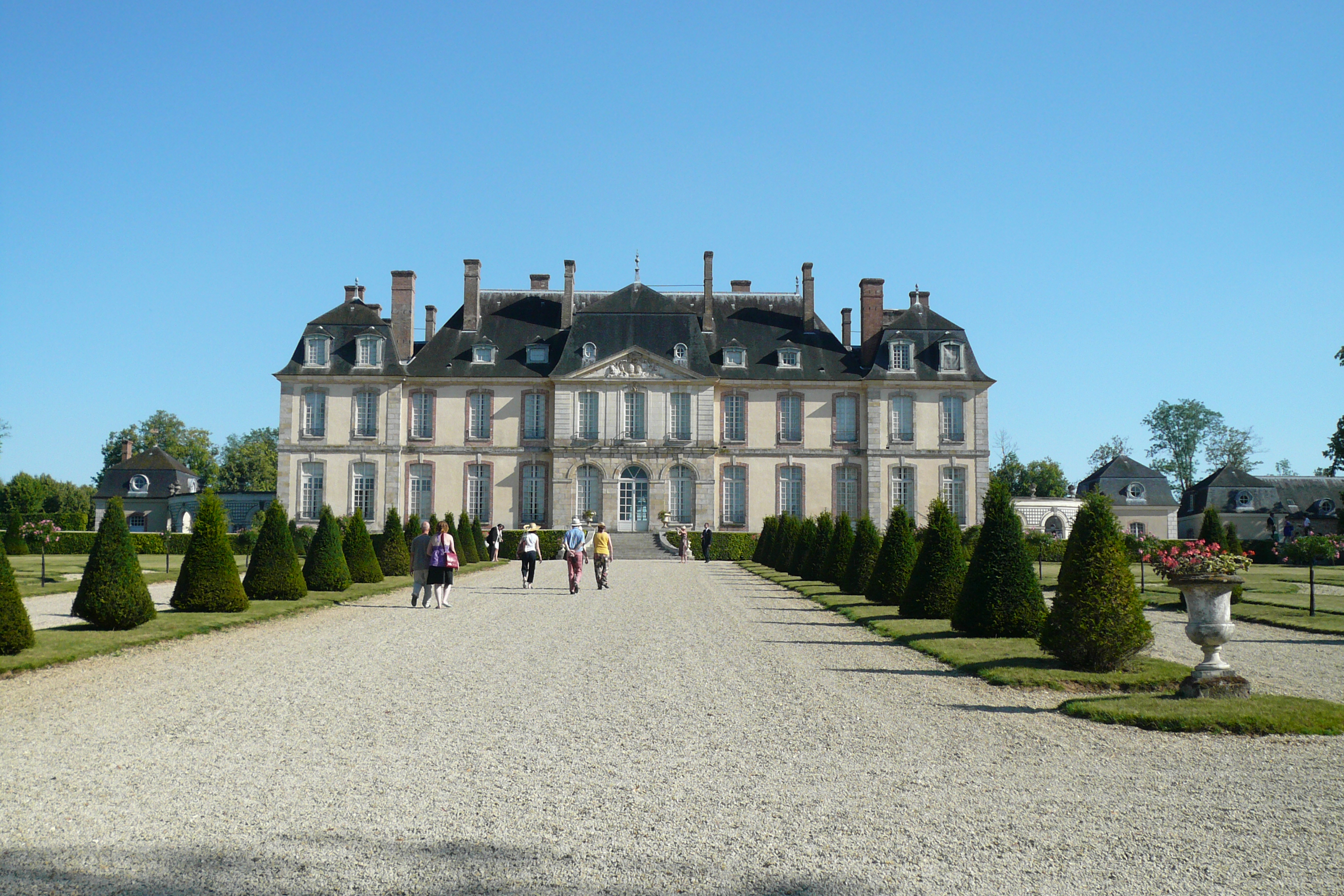
Façade nord du château depuis la descente vers la Seine.
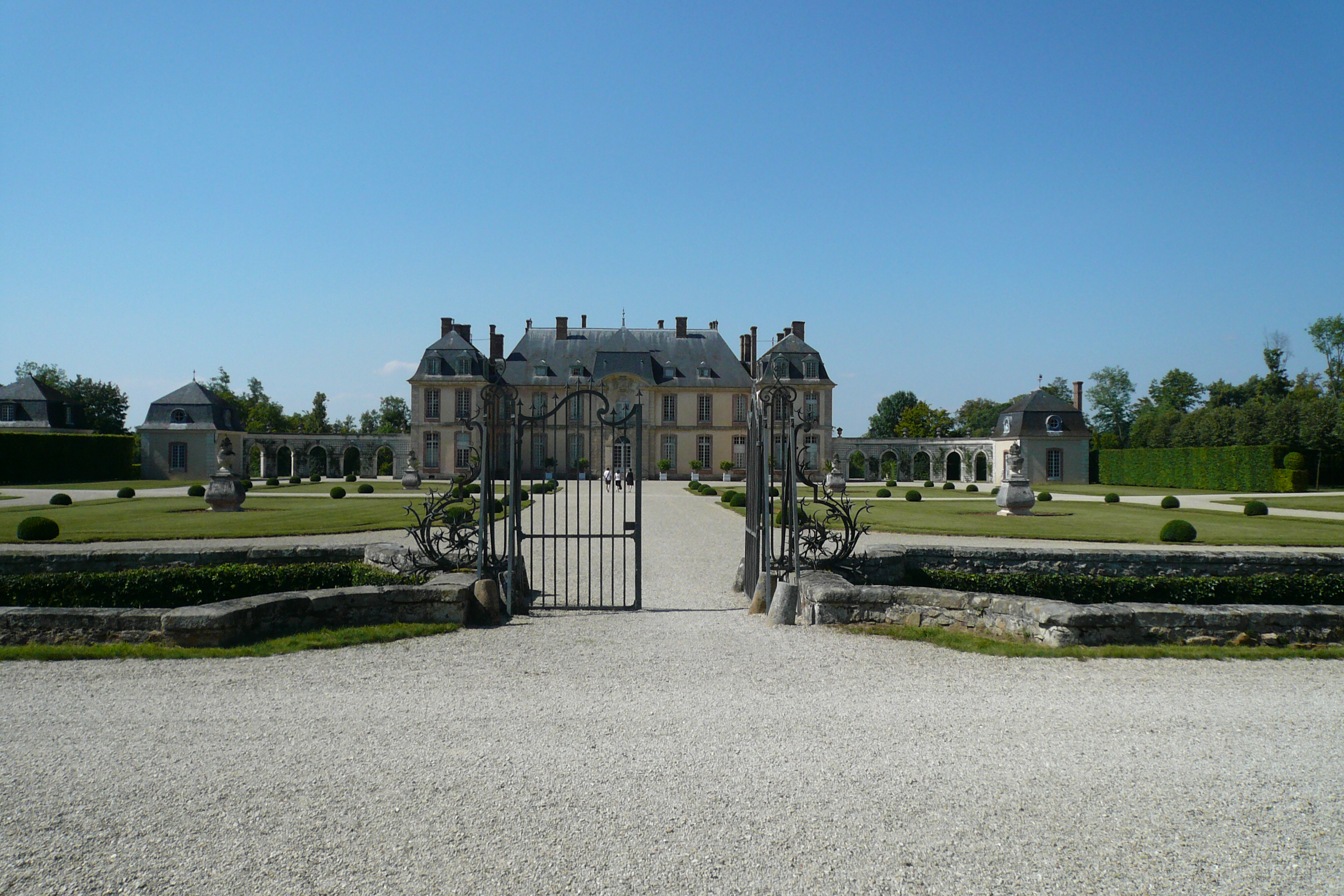
La façade sud du château et la grille du saut-de-loup.
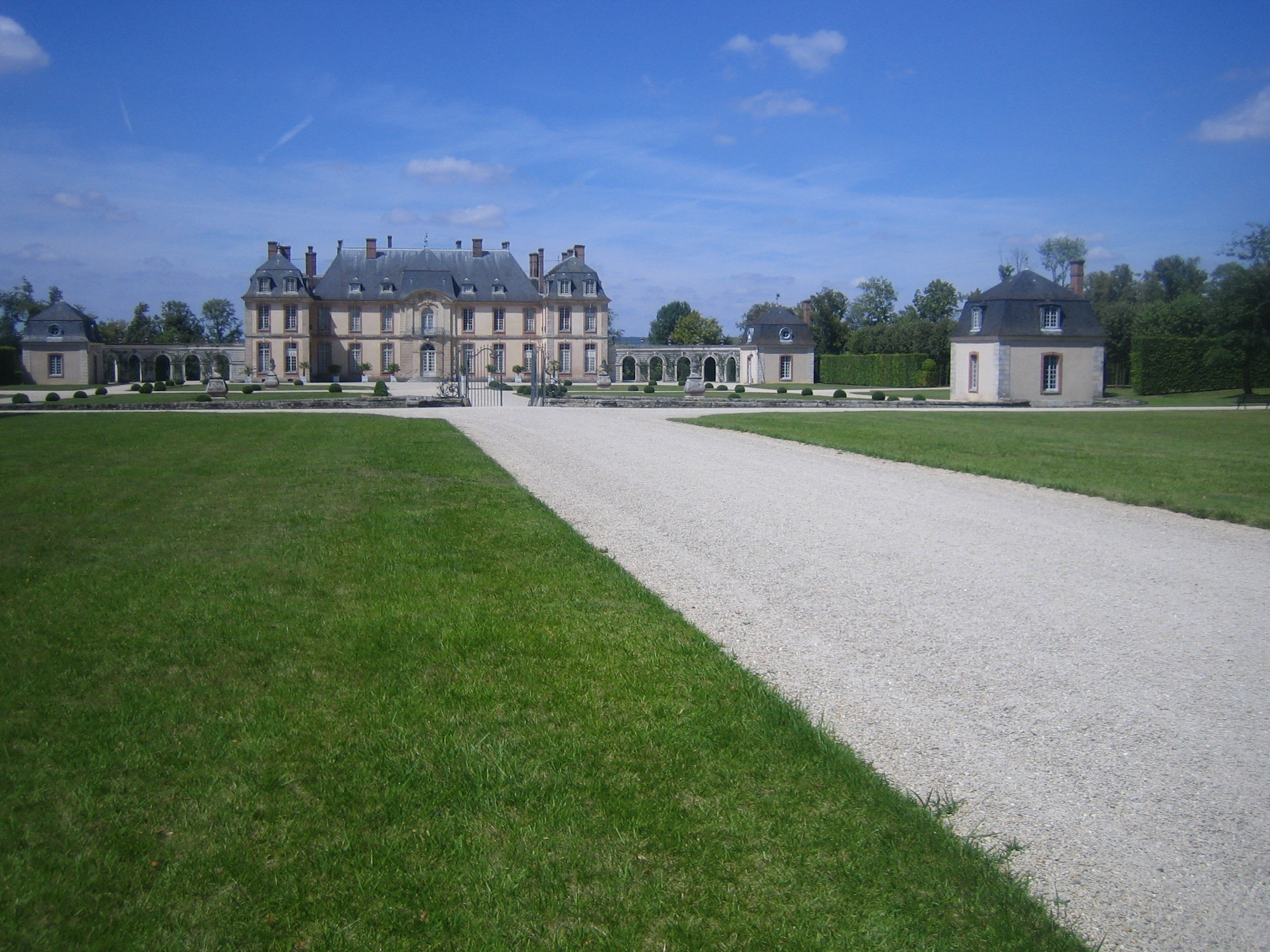
La Grande Allée.
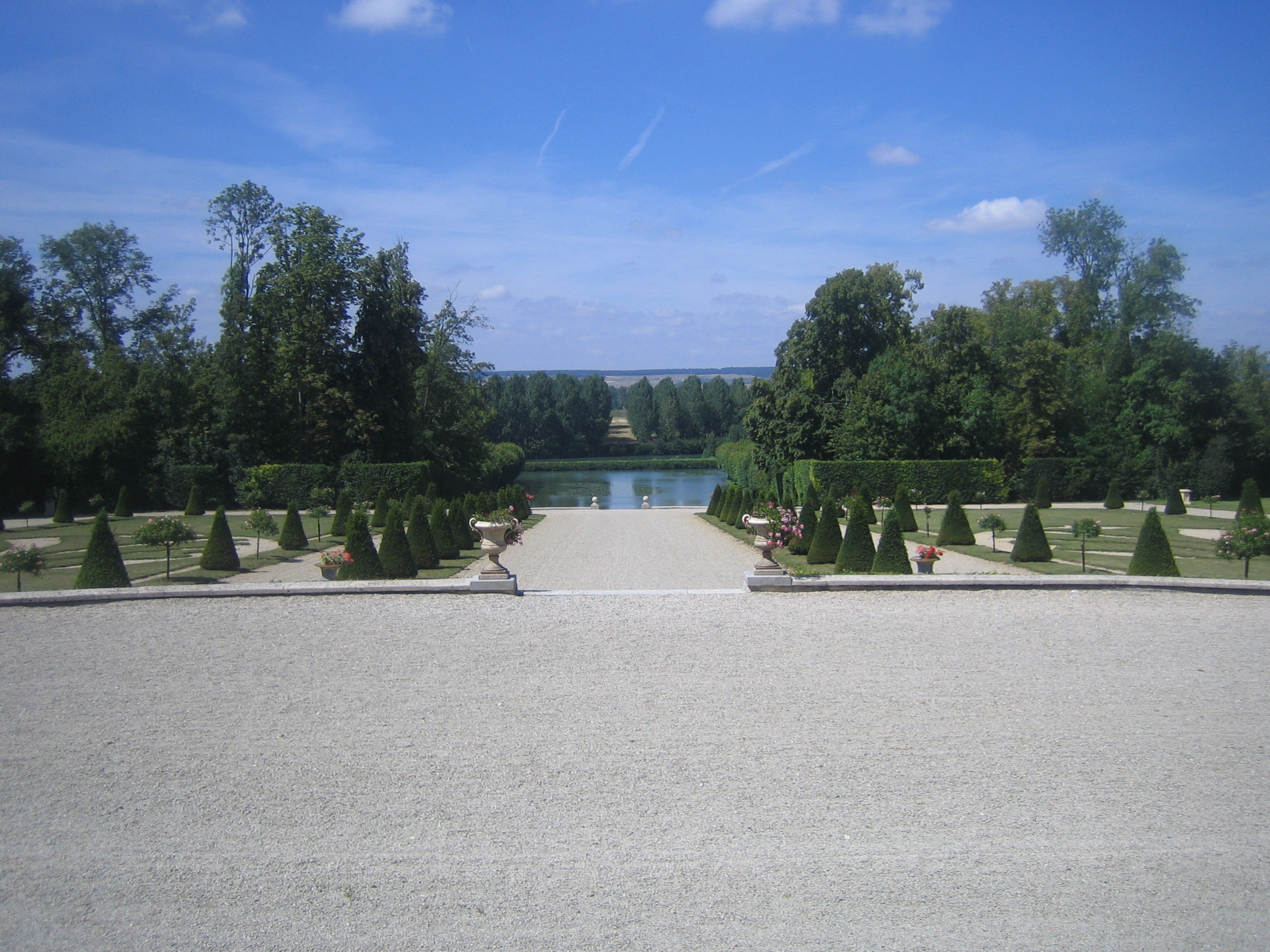
Le jardin (descente vers la Seine).
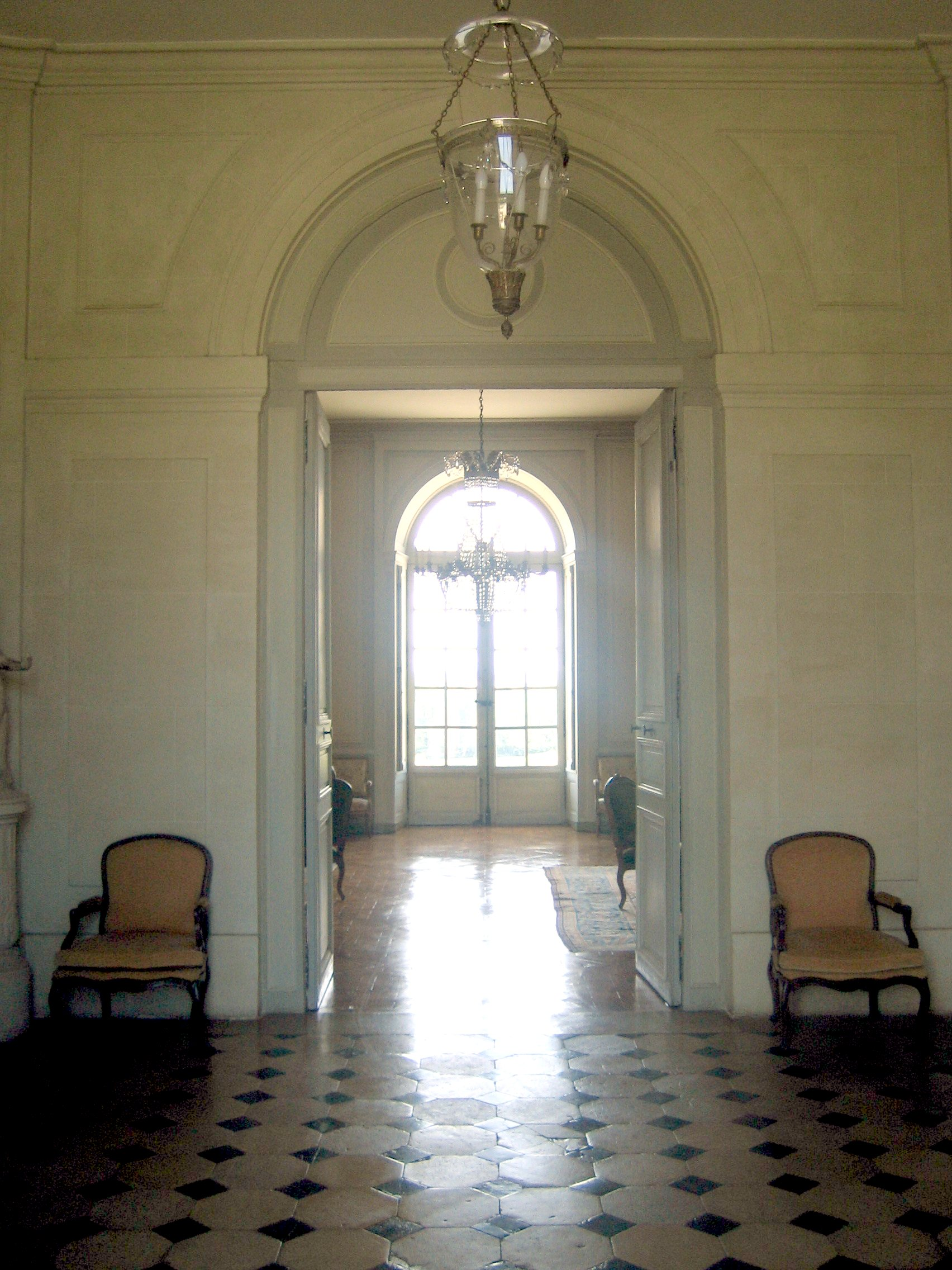
Le vestibule.
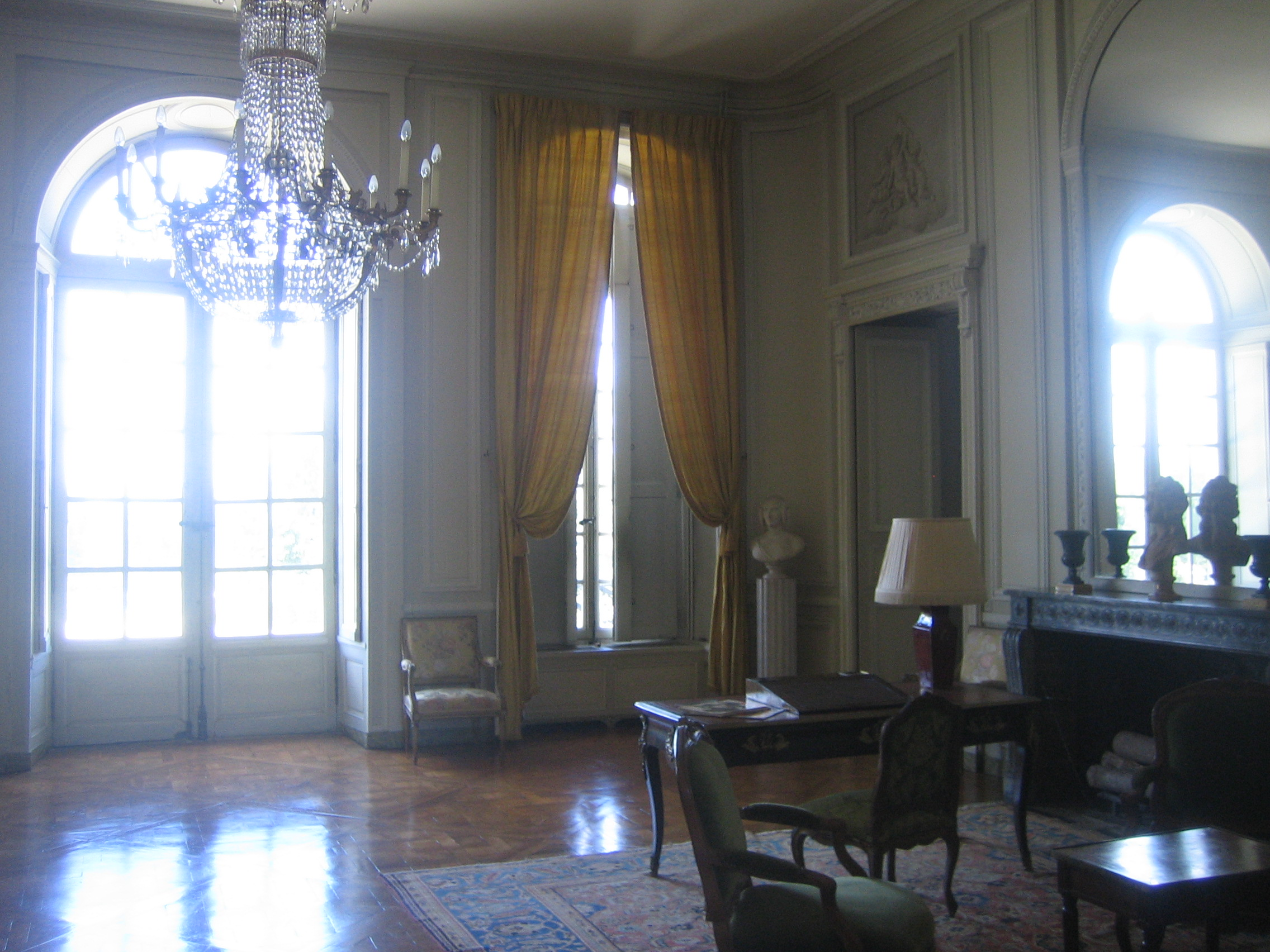
Le Grand Salon.
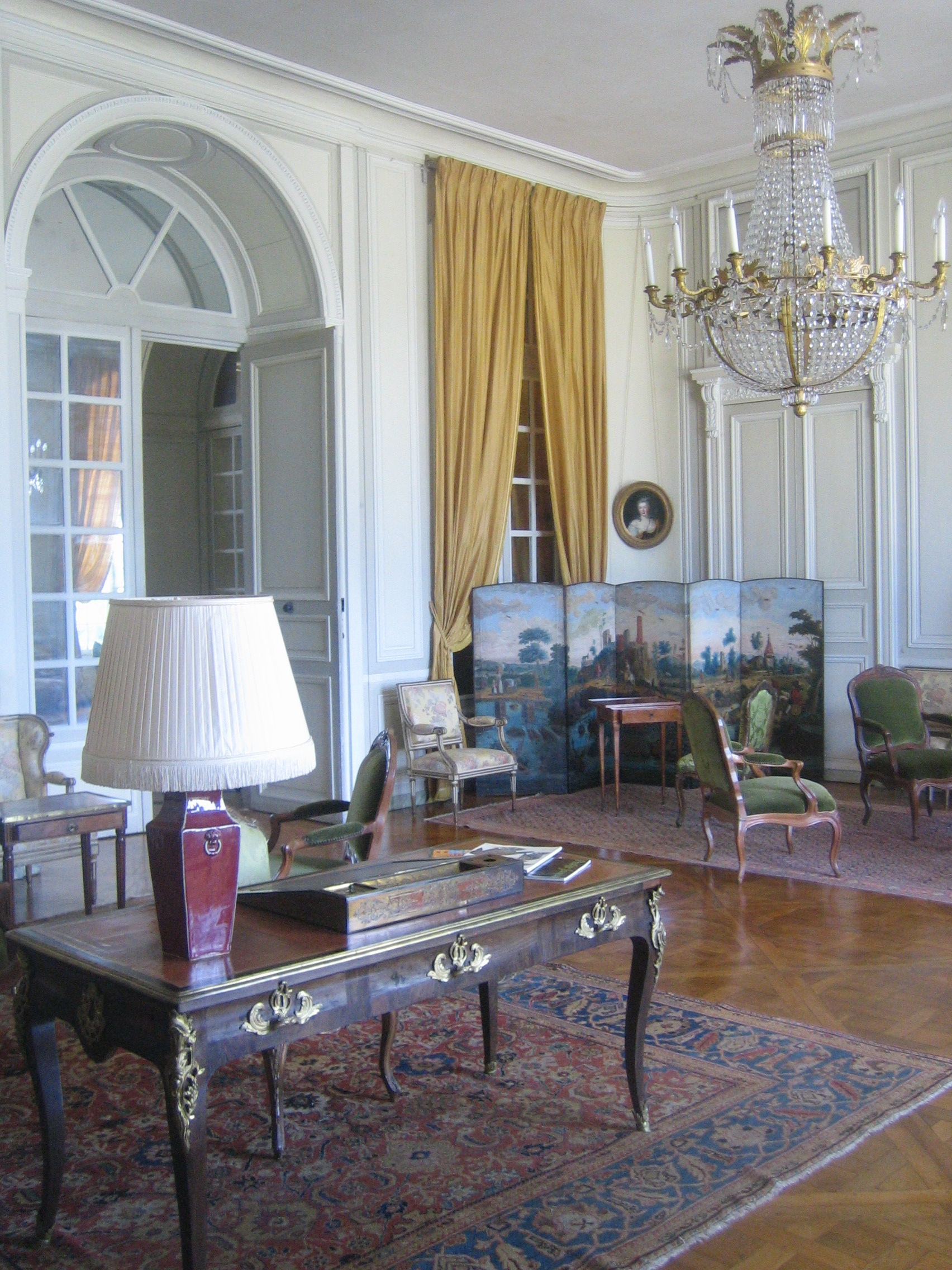
Le Grand Salon (côté est).
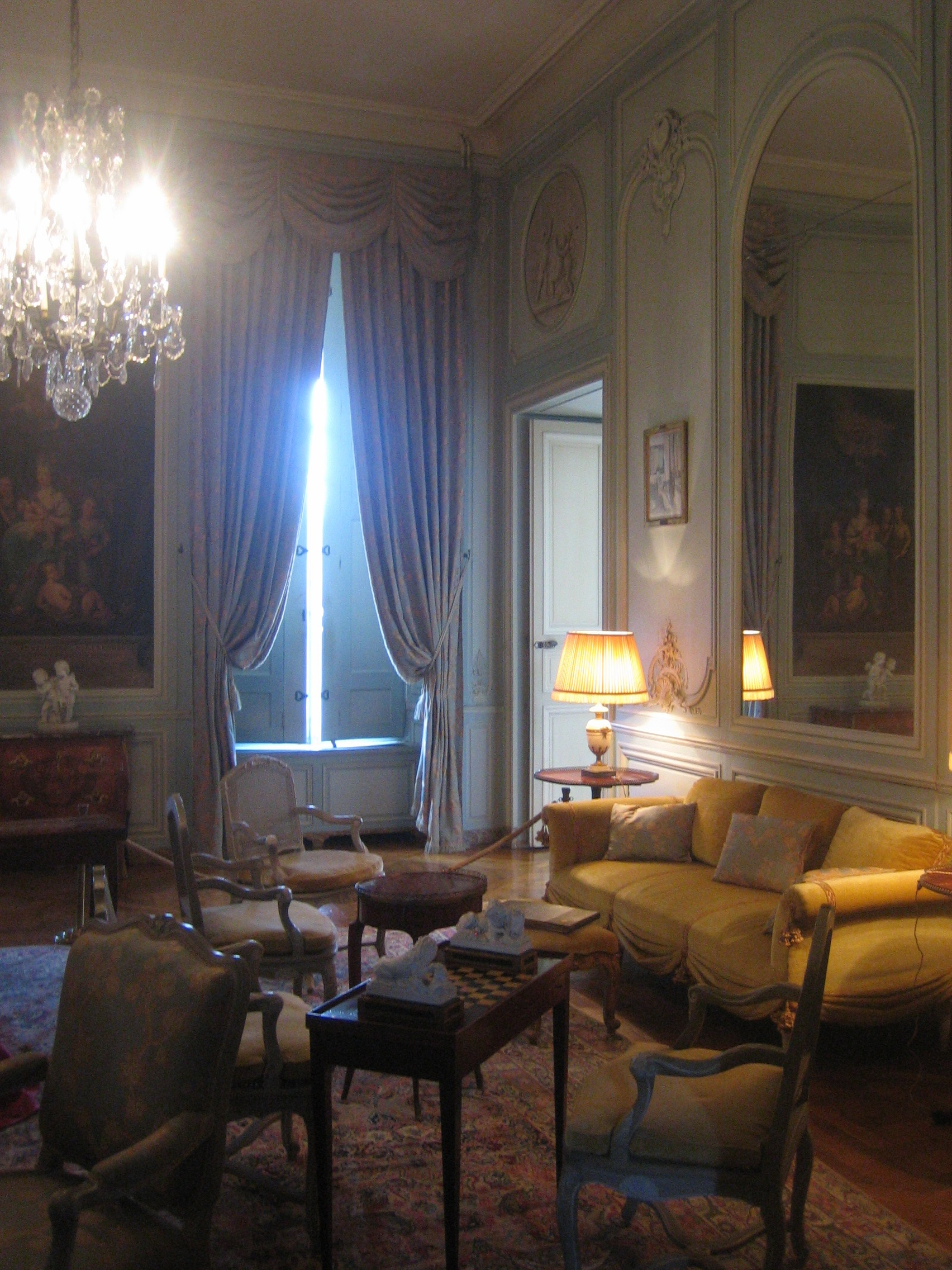
Le Petit Salon ou Salon bleu.
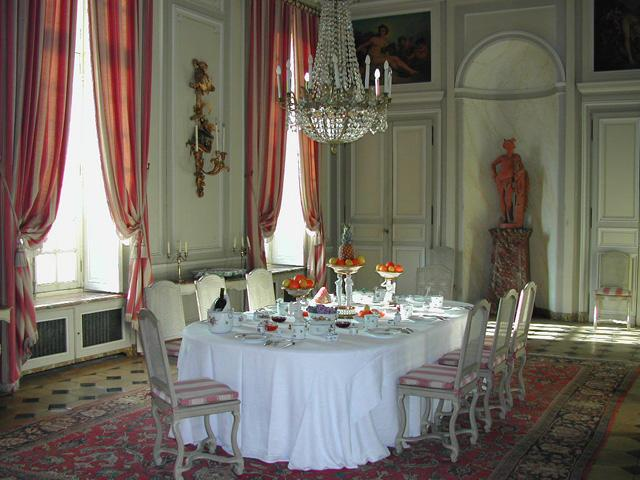
La salle à manger.
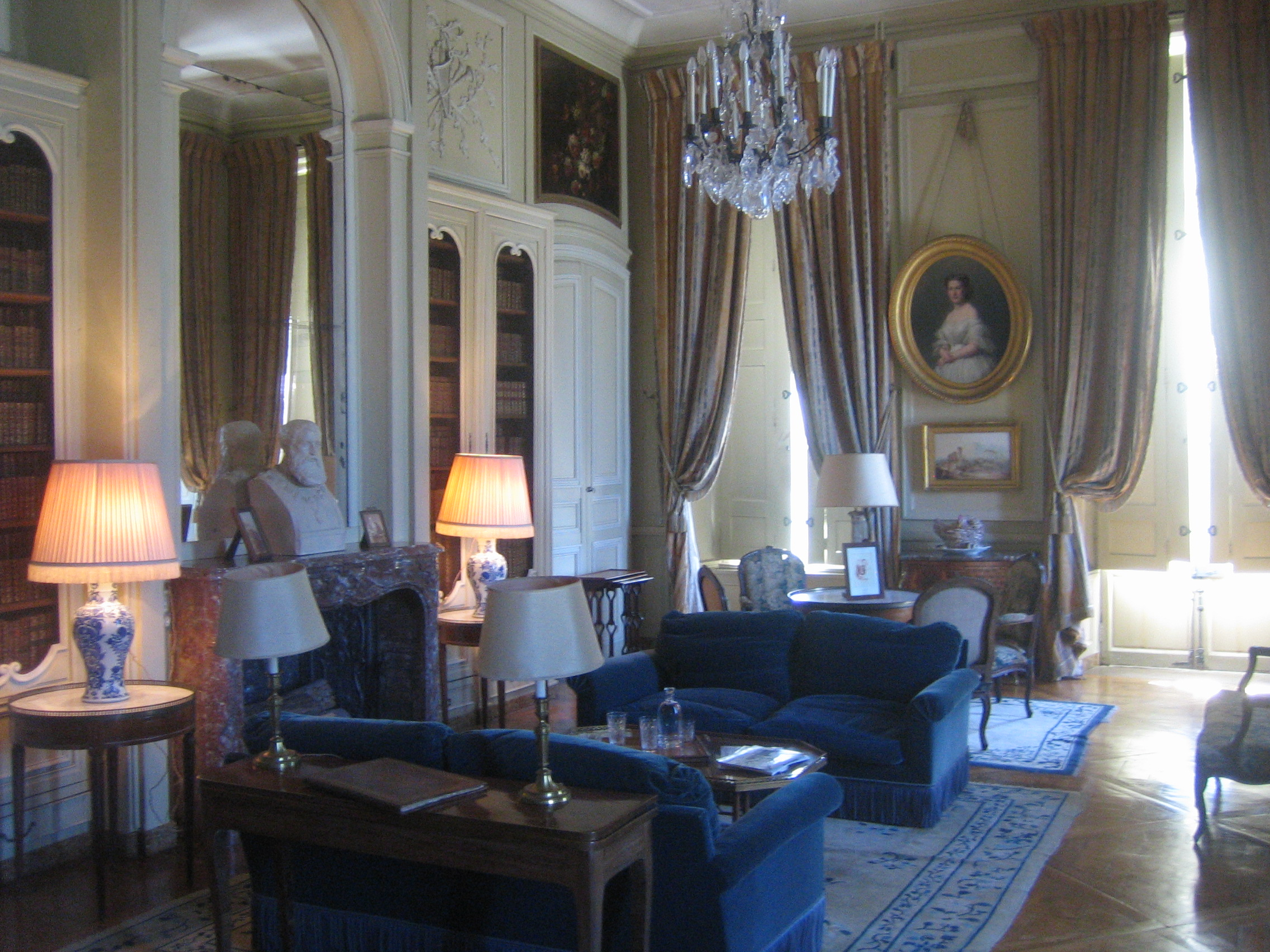
La bibliothèque.
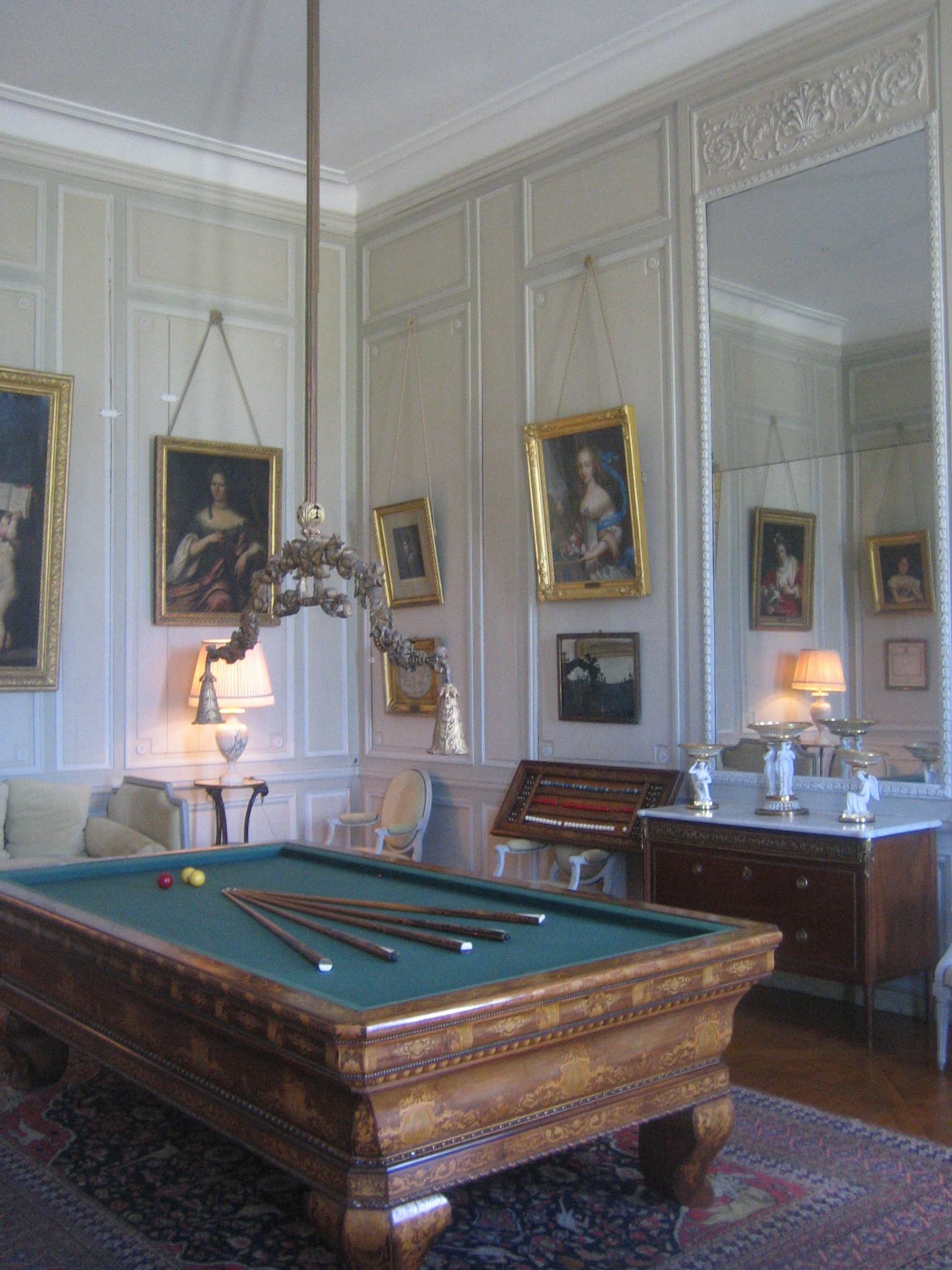
La salle de billard.
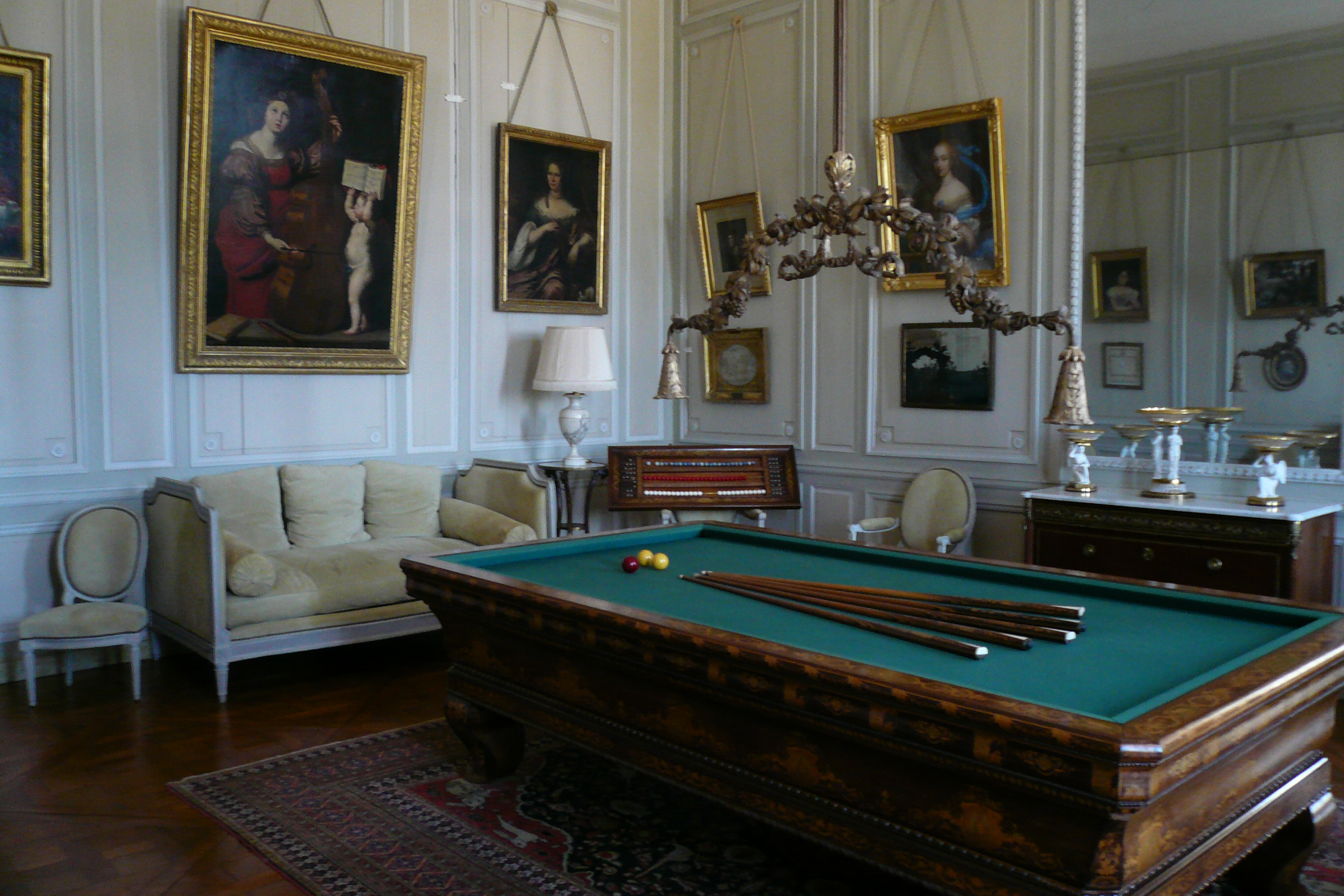
La salle de billard.
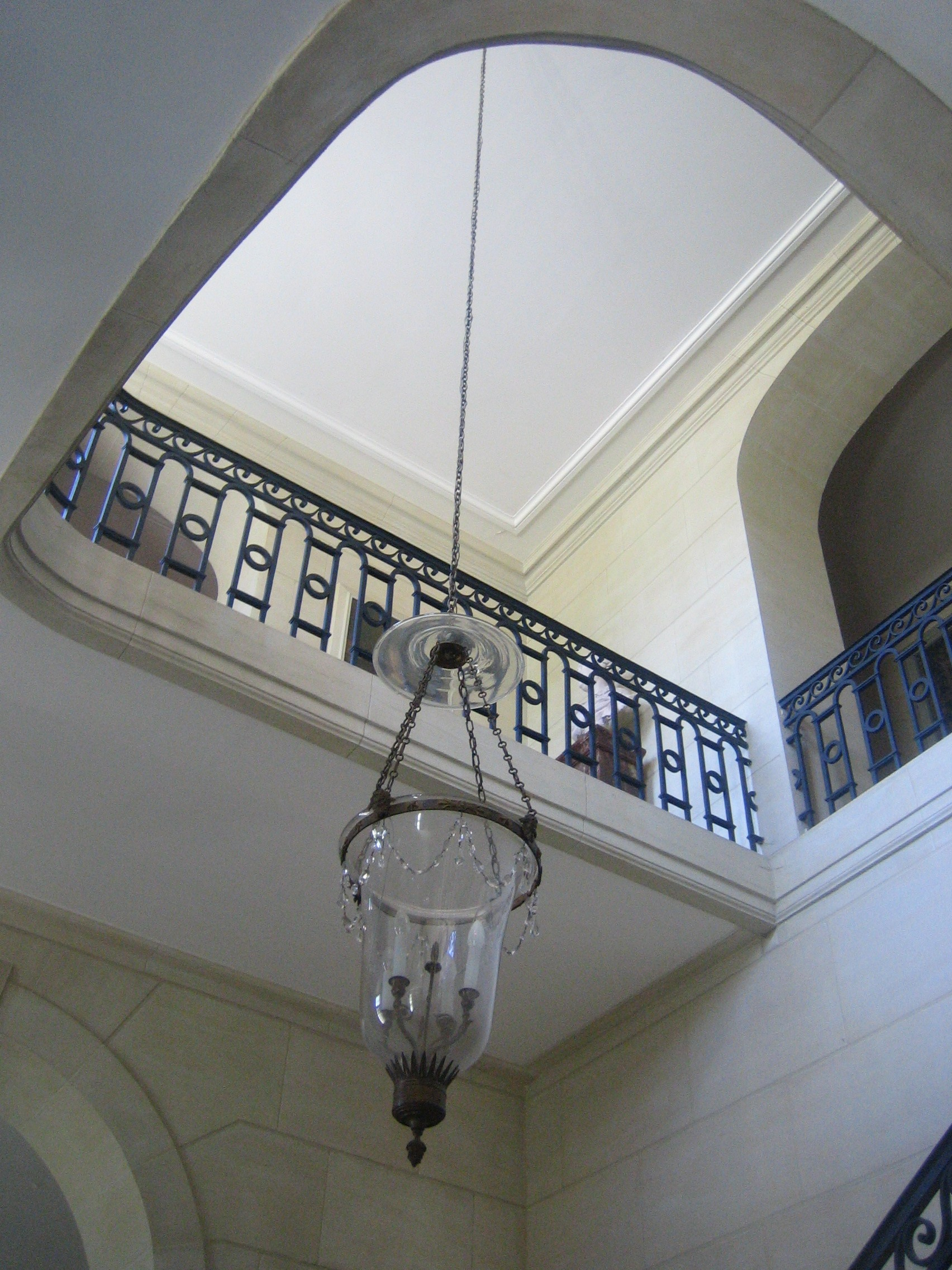
Le Grand Escalier.
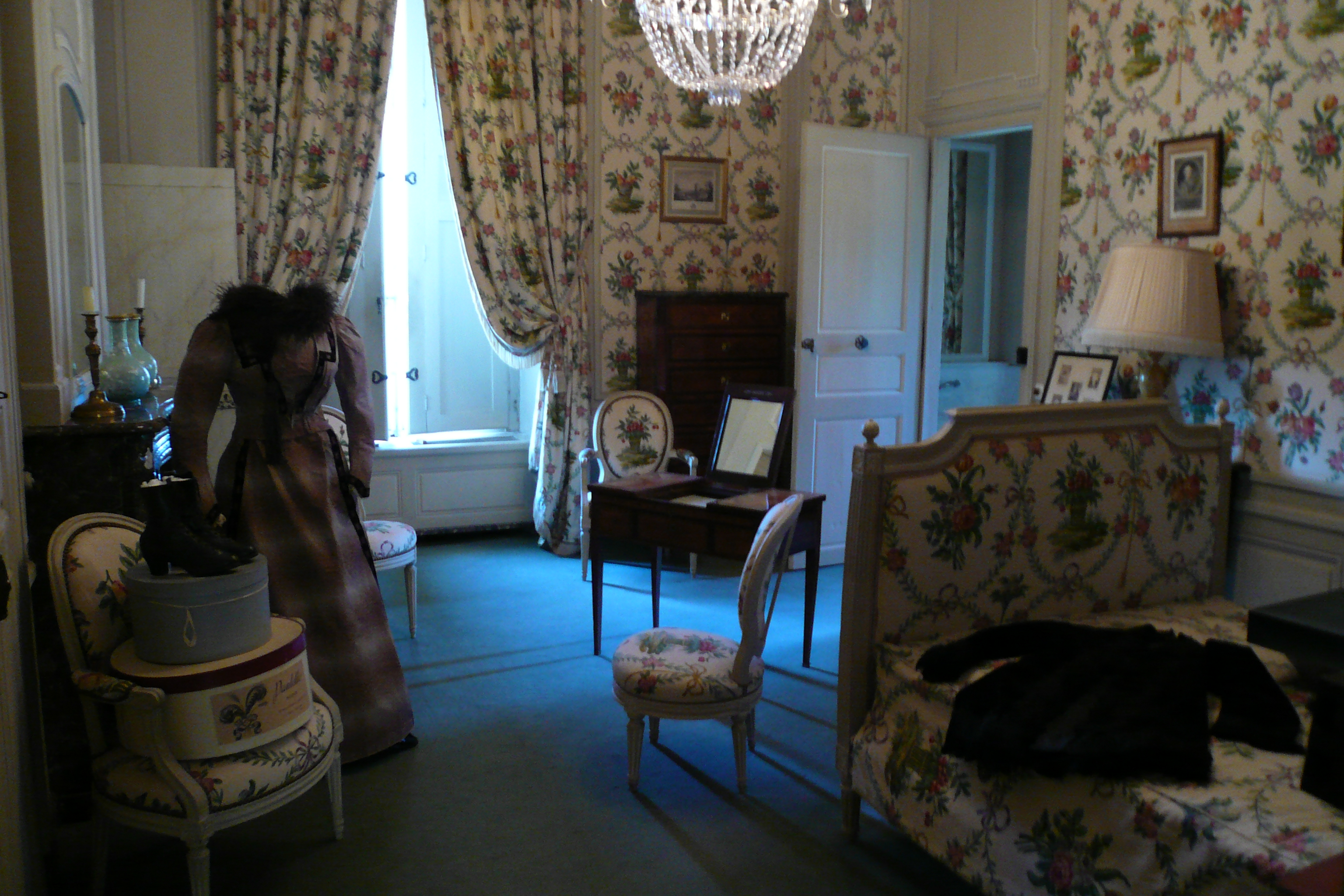
Une chambre à coucher.
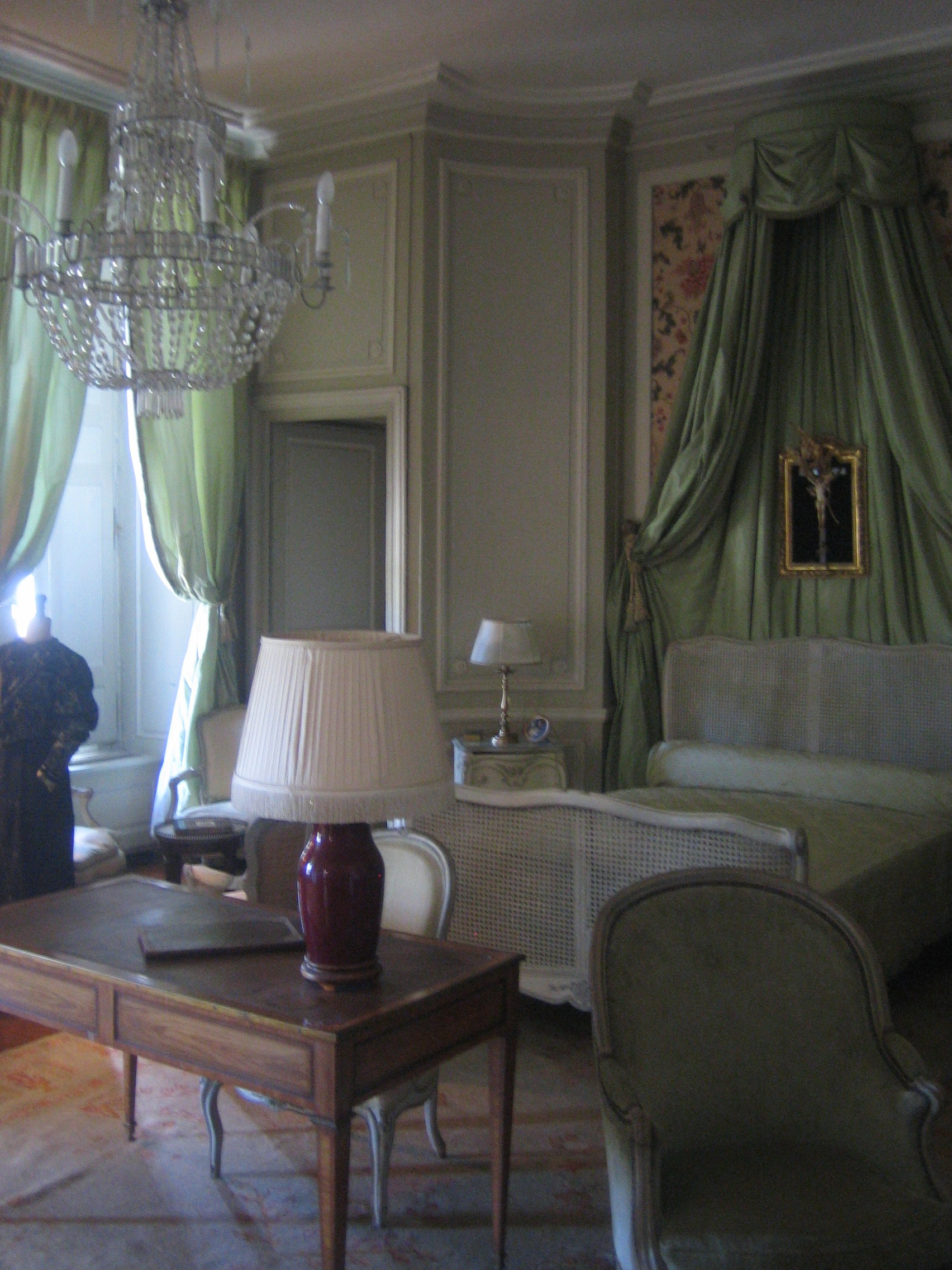
La chambre de la marquise.

## Protection
Sont inscrits par arrêté du 2 septembre 1943 :
- les intérieurs des communs.

Sont classés par arrêté du 16 septembre 1946 :
- le château, ainsi que les façades et couvertures de la chapelle, des petits pavillons sur la cour d'honneur et des communs ;
- la cour d'honneur, le saut-de-loup, la grille d'entrée en fer forgé, le parc avec ses terrasses et son canal.

Ouvert au public depuis 1978, le château est géré par le Centre des monuments nationaux.

## Le château et le cinéma
Le film Valmont de Miloš Forman (sorti le 6 décembre 1989) a été tourné au château de La Motte-Tilly.